# Jean Vinatier
Jean Vinatier (ur. 25 listopada 1933 roku w Paryżu) – francuski kierowca wyścigowy i rajdowy.

## Kariera
Vinatier rozpoczął karierę w międzynarodowych wyścigach samochodowych w 1950 roku od startu w klasie S 1.1 24-godzinnym wyścigu Le Mans, którego jednak nie ukończył, a w klasyfikacji swojej klasy był dziesiąty. Starty w 24-godzinnym wyścigu Le Mans kontynuował w latach 1958-1973. W klasie P 1.6 był najlepszy w 1967 roku odniósł zwycięstwo. Poza tym w latach 1964-1965 startował także w Formula 2 Trophées de France.